# ジョージ・エリス
ジョージ・F・R・エリス（英: George F. R. Ellis、1939年8月11日 - ）は、南アフリカ共和国のケープタウン大学数学科および応用数学科で複雑系の名誉教授を務めている。1973年、ケンブリッジ大学の物理学者スティーヴン・ホーキングとの共著 The Large Scale Structure of Space-Time を出版した。宇宙論の世界的権威とされている。クエーカーとしても活発に活動しており、2004年にテンプルトン賞を受賞した。1989年から1992年まで、International Society on General Relativity and Gravitation（一般相対論と重力国際組織）の会長を務めた。現在はInternational Society for Science and Religion（国際宗教社会学会）の会長である。
エリスは1970年代から1980年代にかけて国民党が支配していた南アフリカでアパルトヘイトへの反対を積極的に発言していた。同じころ宇宙論のより哲学的観点の研究に注力し、そのことがテンプルトン賞授与につながった。また1999年、ネルソン・マンデラから Order of the Star of South Africa を授与された。2007年5月18日、イギリス王立協会のフェローに選ばれた。
2005年、エリスはミネソタ州 St. Peter で開催されたノーベル会議に招待され講演を行った。

## 経歴
1939年、ヨハネスブルグで新聞編集者 George Rayner Ellis と妻 Gwendoline Hilda MacRobert Ellis の間に生まれた。ケープタウン大学に入学し、1960年に物理学科を優秀な成績で卒業。学生時代はフェンシング、ボート、飛行機操縦の選手であった。
ケンブリッジ大学では1964年、応用数学と理論物理学で博士号を取得。この大学でもボートの選手であった。
その後ケンブリッジで1965年から1967年まで研究フェローとして働き、1970年まで応用数学と理論物理学の助講師を務め、1974年まで講師を務めた。
エリスは1970年にシカゴ大学エンリコ・フェルミ研究所の客員教授となり、1971年にコルシカ島の Cargese Summer School の講師を務め、1972年にはシチリア島の Erice Summer School の講師とハンブルク大学の客員教授を務めた。こうして学界での地位を急速に確立した。
その翌年、スティーヴン・ホーキングとの共著 The Large Scale Structure of Space-Time を著し、一般相対性理論の発展に寄与した。
その後、ケープタウン大学応用数学科教授の職を得て南アフリカに帰国し、2005年に退職するまでその職を全うした。

## アイデア
ジョージ・エリスはリサイクルメカニズムとして裸の特異点のあるモデル宇宙を提唱した。彼はこのモデルが従来のモデルと同程度に実際の宇宙を現していると主張している。
エリスの宇宙は円筒形宇宙に似ているが、地球と裸の特異点が反対側に位置する点が異なる。そこでは宇宙のインフレーションがなく、物質の密度が特異点付近ほど濃いため、銀河の分布は一様ではなく、地球の周りでは極めて薄いとされている。このように物質の分布が偏っていると光の赤方偏移が生じ、地球からは各銀河が遠ざかっているように見える。そして、地球がなぜ裸の特異点と正反対に位置するかと言えば、特異点近づくほど温度が高くなるなど、生物の存在に適さない環境となるため、生物＝人間が存在する地球は、特異点から最も離れているべきとする。
科学哲学の用語で言えば、エリスはプラトン主義者である。

## 著作

### 書籍
- (with Stephen Hawking): Hawking, S.W.; Ellis, G.F.R. (1973). The Large Scale Structure of Space-Time. Cambridge: Cambridge University Press. ISBN 0-521-20016-4
- (with David Dewar): Low Income Housing Policy in South Africa, Urban Problems Research Unit, UCT, 1979.
- (with Ruth Williams): Flat and Curved Space Times, Oxford University Press, 1988, revised 2000.
- Before the Beginning, Bowerdean/Marion Boyars, 1993.
- (with A Lanza and J Miller): The Renaissance of General Relativity and Cosmology. University Press, Cambridge 1993; paperback, 2005.
- Science Research Policy in South Africa, Royal Society of South Africa, 1994.
- (with Nancey Murphy): On The Moral Nature of the universe: Cosmology, Theology, and Ethics. Fortress Press, 1996.
- (with John Wainwright, Eds.): Wainwright, J.; Ellis, G.F.R., ed (1997). Dynamical Systems in Cosmology. Cambridge: Cambridge University Press. ISBN 0-521-55457-8
- (with Peter Coles): Is The Universe Open or Closed? The Density of Matter in the Universe. Cambridge University Press, 1997.
- (Ed.): The Far Future Universe. Templeton Foundation Press, 2002.

### 論文
エリスはこれまでに500以上の論文を発表しており、そのうち17はネイチャー誌に掲載された。主な論文は以下のとおり。
- "Cosmological perturbations and the physical meaning of gauge-invariant variables" (with Marco Bruni, Peter K. S. Dunsby) The Astrophysical Journal, volume 395 (1992)
- "Schwarzschild black hole lensing" (with K. S. Virbhadra) [Phys. Rev. D  62084003, (2000)]
- "arXiv:gr-qc/9812046v5 Cosmological models" (Cargèse Lectures 1998) (with Henk van Elst)
- "The case for an open Universe" in Nature 370, 609–615 (25 August 1994)
- "Physics, complexity and causality" in Nature 435, p.743 (9 June 2005)
- "Gravitational lensing by naked singularities" (with K. S. Virbhadra) [Phys. Rev. D  65, 103004 (2002)]